# Lancia Fulvia
El Lancia Fulvia es un automóvil de turismo fabricado por la marca italiana Lancia entre los años 1963 y 1976.
El Fulvia fue presentado en el salón del automóvil de Génova de 1963 y se comercializaría durante más de diez años con continuas actualizaciones tanto mecánicas como de diseño. El Fulvia también logró actuaciones destacadas en competiciones automovilísticas, siendo el primer Lancia en ganar un campeonato de rallies en 1972. 

## Configuración
La Berlina Fulvia fue diseñado por Antonio Fessia, en sustitución del Lancia Appia con el que no comparte casi ningún elemento. El Appia era un coche de propulsión posterior, mientras que el Fulvia se decidió volver a la tracción delantera. La configuración mecánica del Fulvia era idéntica a la de la Lancia Flavia, con la importante excepción del motor; el Flavia tenía un cuatro cilindros Boxer mientras que el Fulvia un V4 de ángulo estrecho. El Fulvia utilizaba un motor longitudinal montado delante de su eje transversal. Una suspensión independiente delantera tipo wishbones y una ballesta de hojas individuales, mientras que un eje rígido con una barra Panhard y ballestas se utilizó en la suspensión trasera. Cuatro frenos de disco Dunlop se ajustaron a las primeras unidades del Fulvia.
Con la introducción de la segunda serie en 1970 los frenos fueron mejorados con grandes pinzas Girling y un servofreno. En el interior (panel de instrumentos, asientos, paneles de las puertas) también fueron completamente rediseñado bajo el nuevo control de la caja de cambios con palanca corta tipo «joystick», similar a la utilizada en el Rallye 1.6 HF.

## Lancia Fulvia Coupé

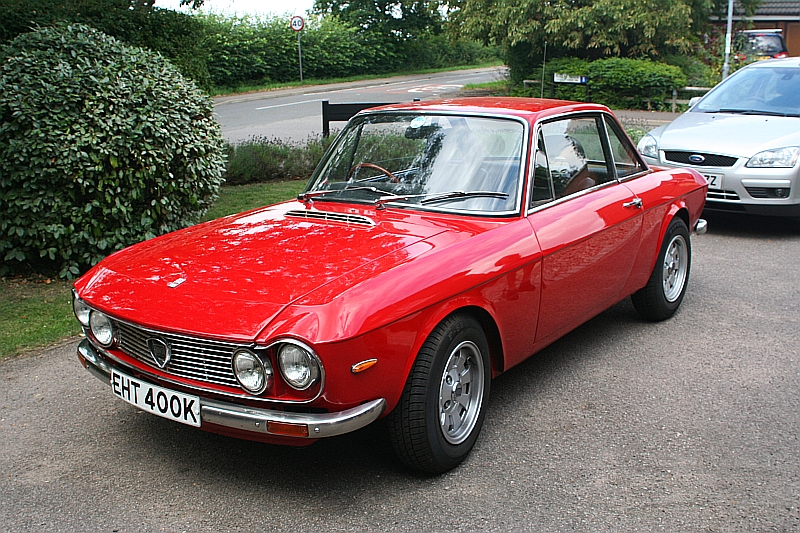
Fulvia Lancia Serie 2 1600 HF

El Lancia Fulvia Coupé fue un coupé elegante y deportivo basado en la Berlina introducido en 1965, diseñado en casa bajo la dirección de Pietro Castagnero que se convirtió en un gran éxito comercial, gracias a la belleza de la línea y, en un momento posterior,  el impulso resultante de las numerosas victorias en rallies, que culminó con la conquista del Campeonato Internacional de rallies de 1972, (Precursor del Campeonato Mundial de Rallies que se estableció en el año siguiente).
El coupé utiliza una distancia entre ejes 150 mm más corta, junto con la motorización más grande (1216 cc) que le proporciona 80 cv (60 kW) a 6.000 rpm..
Un año después aparece la primera versión Coupé HF, equipado con una versión afinada del motor de 1216 cc que produce 88 CV (66 kW) a 6.000 rpm y más ligera (825 kg) con un capó, puertas y tapa del maletero de aluminio, en el 67 el 1300 (87 cv y 101 en el HF) y en el 68 el modelo cumbre, 1600 HF (850 kg, 114 cv) con caja de cambios de 5 velocidades y dirección más directa.
En 1969 se introduce la rediseñada coupé «Serie 2» con una carrocería levemente cambiada del coupé estándar 1.3 para incorporar arcos de las ruedas ensanchados (en sustitución de las extensiones utilizadas en 1.ª serie HFs).

## Motores

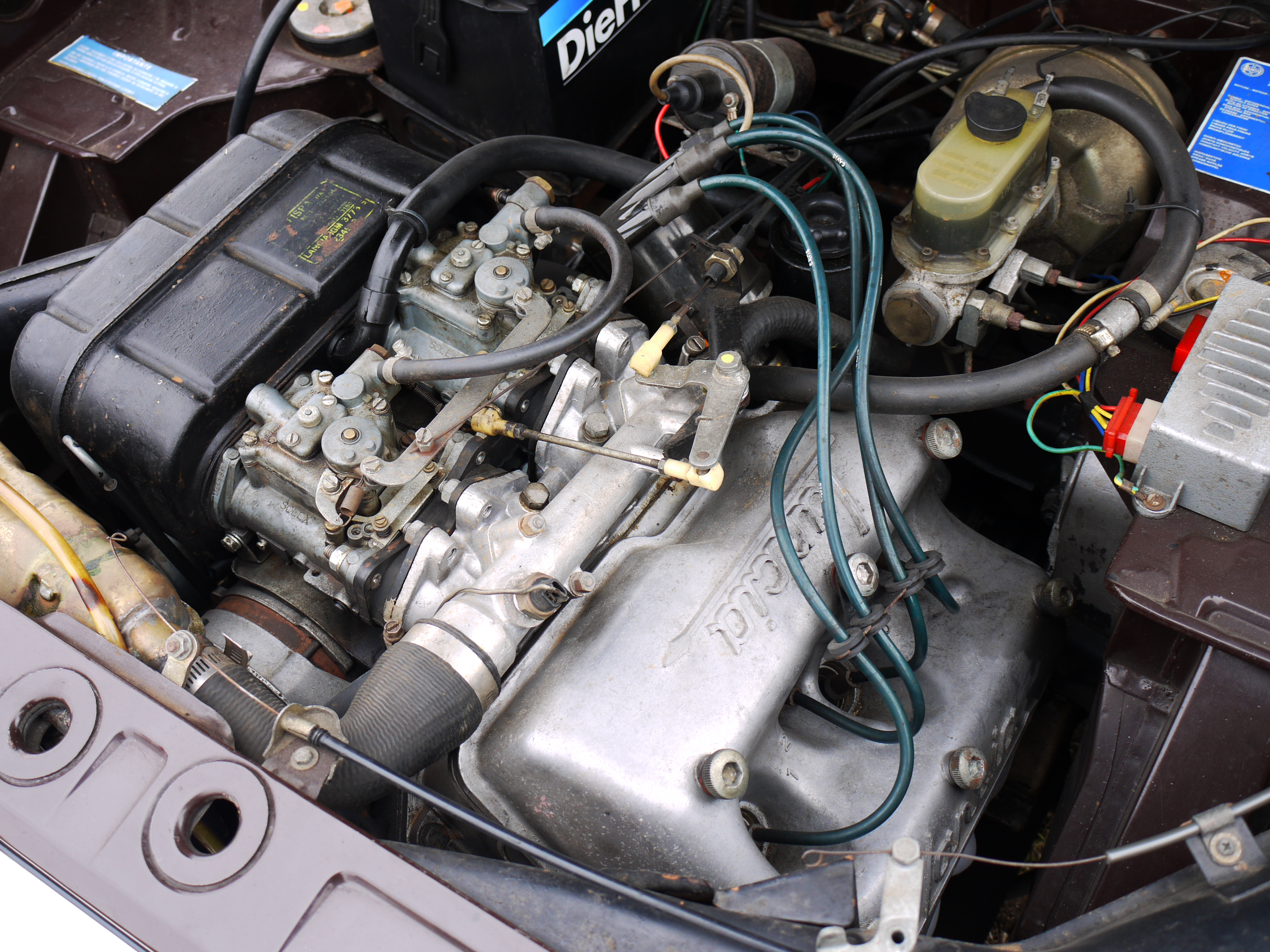
Motor de un Lancia Fulvia

Un elemento nuevo fue el motor Lancia V4 de ángulo estrecho diseñado por Zaccone Mina, fue que utilizó un ángulo de 12º53'28" y fue montado en el vano motor con un ángulo de 45°. El motor es un DOHC con doble árbol de levas que opera el funcionamiento de las válvulas de admisión y otro que opera las válvulas de escape. El ángulo muy estrecho de los cilindros permite el uso de una única culata.
La cilindrada era inicialmente de sólo 1091 cc con 58 CV (44 kW) con un diámetro 72 mm y carrera 67 mm. Poco después fue aumentada la relación de compresión (9.0:1) y la instalación de doble carburadores Solex aumentando la potencia hasta los 71 CV (53 kW). El motor se aumentaría su cilindrada hasta los 1216 cc para el modelo HF. Esto, y algunos otros ajustes, lograron un incremento de potencia de 80 a 88 hp (60 a 66 kW).

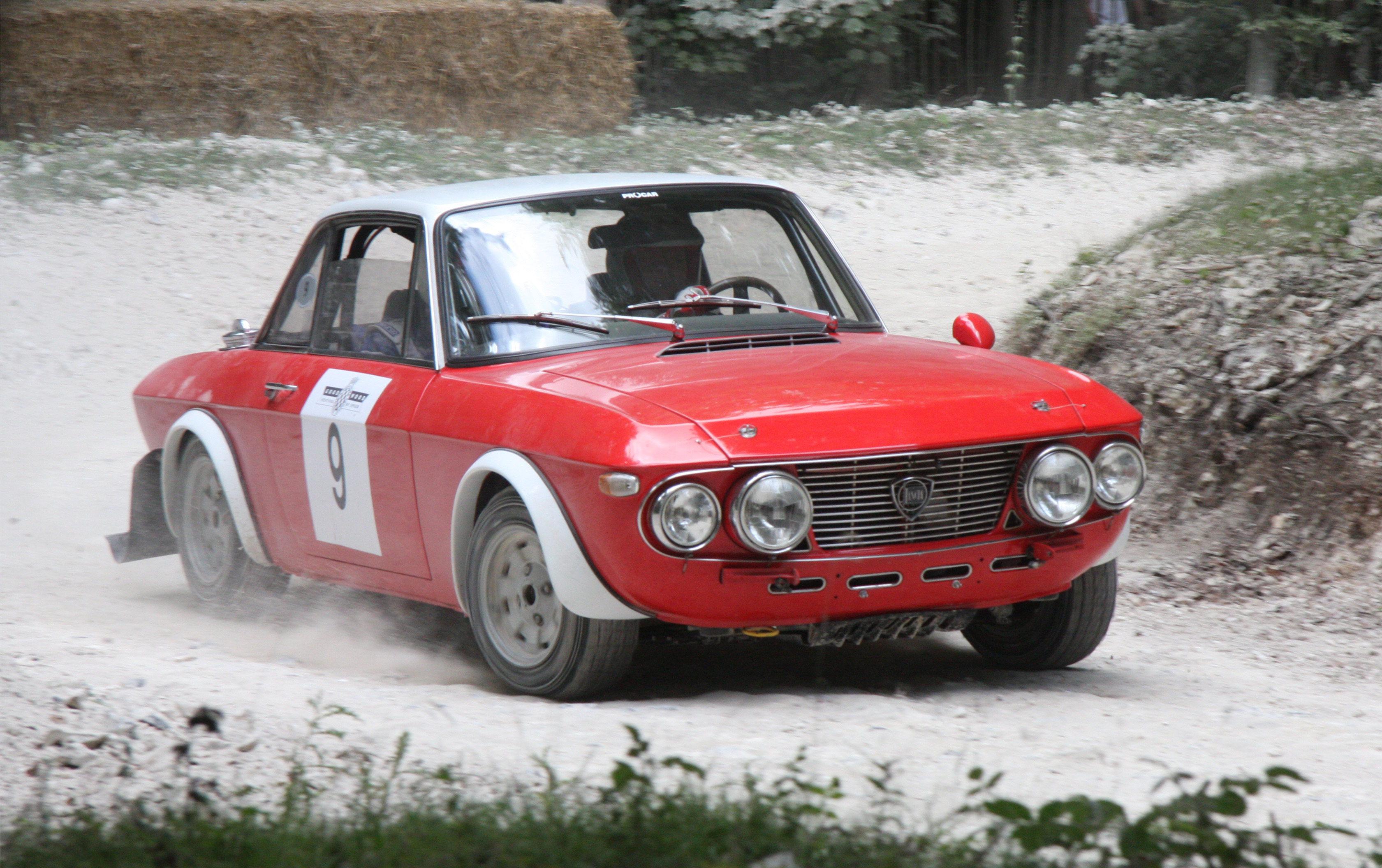
Lancia Fulvia 1.6 HF en competencia

Para 1967 el motor fue rediseñado con un ángulo entre bancadas ligeramente más estrecho (12º45'28") y un diámetro de cilindros más grande (69,7 mm). Tres aumentos de cilindradas se llevarían a cabo con este motor rediseñado: 1199 cc (74 mm de diámetro), 1231 cc (75 mm de diámetro) y 1298 cc (77 mm de diámetro). El motor en versión de 1298 cc fue producido en dos variantes, el tipo 818.302 capaz de rendir 87 CV (65 kW) a 6000 rpm y se ajustó a primera serie del Coupé, Sport y Berlina GTE Berlina y posteriormente a la segunda de la Berlina. El tipo de 818.303 era capaz de producir 92 hp (69 kW) y se montó en la serie I del Coupé Rally S y Sport S. Para la segunda serie Coupe y Sport la potencia se redujo ligeramente a los 90 hp (67 kW) a 6000 rpm. El motor en versión de 1199 cc era sólo instalado en las Berlina vendidas en Grecia.

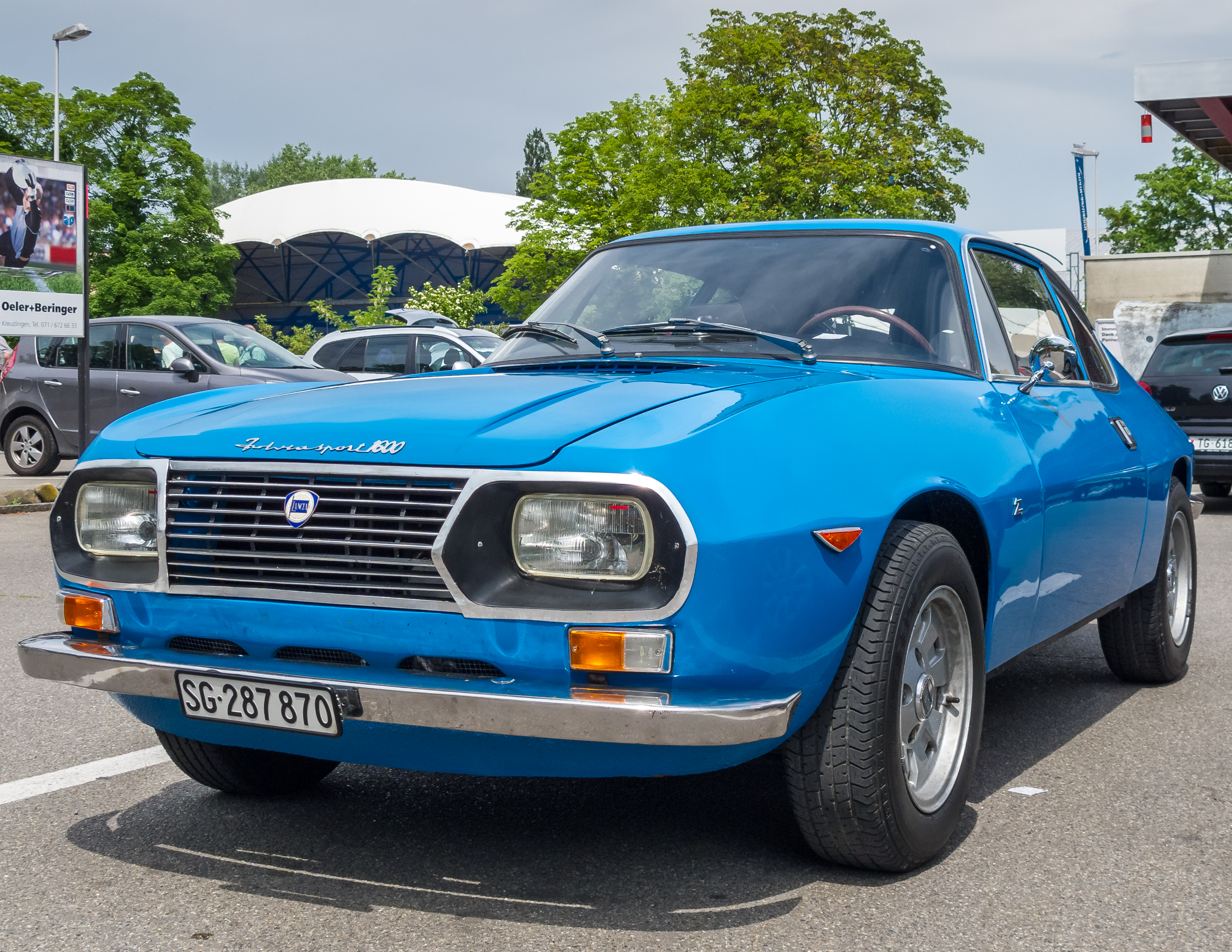
Lancia Fulvia Sport 1600 Zagato

El motor fue nuevamente rediseñado por completo para el nuevo modelo 1.6 HF con un ángulo aún más estrecho (11°20'de ahora) y ahora con 75 mm de carrera combinada con un diámetro de 82 mm que le daba una cilindrada total de 1584 cc, y una potencia incrementada desde los 115 hasta 132 hp (85 a 98 kW).
- V4 1091cc
- V4 1216cc
- V4 1199cc
- V4 1231cc
- V4 1298cc
- V4 1584cc.